# Communauté de communes du Val d'Adour et du Madiranais
La communauté de communes du Val d'Adour et du Madiranais est une ancienne communauté de communes française, située dans le département des Hautes-Pyrénées et la région Occitanie.

## Historique
Elle fut créée le 1er janvier 2014 de la fusion des communautés du Val d'Adour, des Castels et du Madiranais et cinq autres communes.
Elle disparait le 31 décembre 2016 dans le cadre du schéma départemental de coopération intercommunale et fusionne au sein de la communauté de communes Adour Madiran.

### Communes adhérentes
| Nom                     | Code Insee | Gentilé        | Superficie (km2) | Population (dernière pop. légale) | Densité (hab./km2) |
| ----------------------- | ---------- | -------------- | ---------------- | --------------------------------- | ------------------ |
| Maubourguet (siège)     | 65304      | Maubourguétois | 22,04            | 2 450 (2014)                      | 111                |
| Auriébat                | 65049      | Auriavatois    | 16,12            | 256 (2014)                        | 16                 |
| Castelnau-Rivière-Basse | 65130      | Castelnauviens | 18,50            | 654 (2014)                        | 35                 |
| Caussade-Rivière        | 65137      | Caussadois     | 6,16             | 99 (2014)                         | 16                 |
| Estirac                 | 65174      | Estiracais     | 5,21             | 101 (2014)                        | 19                 |
| Hagedet                 | 65215      | Hagedetais     | 2,21             | 45 (2014)                         | 20                 |
| Hères                   | 65219      | Hérois         | 5,89             | 137 (2014)                        | 23                 |
| Labatut-Rivière         | 65240      | Labatutois     | 12,71            | 425 (2014)                        | 33                 |
| Lafitole                | 65243      | Lafitolais     | 8,69             | 487 (2014)                        | 56                 |
| Lahitte-Toupière        | 65248      | Lahipiérois    | 5,60             | 253 (2014)                        | 45                 |
| Larreule                | 65262      | Larreulais     | 10,14            | 413 (2014)                        | 41                 |
| Lascazères              | 65264      | Lascazériens   | 9,21             | 309 (2014)                        | 34                 |
| Madiran                 | 65296      | Madiranais     | 15,02            | 430 (2014)                        | 29                 |
| Saint-Lanne             | 65387      | Saint-Lannais  | 13,10            | 130 (2014)                        | 9,9                |
| Sauveterre              | 65412      | Sauveterrois   | 10,38            | 165 (2014)                        | 16                 |
| Sombrun                 | 65429      | Sombrunois     | 9,67             | 208 (2014)                        | 22                 |
| Soublecause             | 65432      | Soréacais      | 6,18             | 187 (2014)                        | 30                 |
| Vidouze                 | 65462      | Vidouzéens     | 16,01            | 242 (2014)                        | 15                 |
| Villefranque            | 65472      | Villefranquais | 3,17             | 86 (2014)                         | 27                 |

## Démographie
| 2006  | 2011  | 2012  | 2013  |
| ----- | ----- | ----- | ----- |
| 7 059 | 7 073 | 7 092 | 7 093 |

## Liste des Présidents successifs
| Période                                  | Période | Identité    | Étiquette | Qualité |
| ---------------------------------------- | ------- | ----------- | --------- | ------- |
| 2014                                     | 2016    | Frédéric Ré |           |         |
| Les données manquantes sont à compléter. |         |             |           |         |